# Marc Larumbe
Marc Larumbe Gonfaus (Barcelona, 1994. május 30. –) világbajnok és Európa-bajnoki ezüstérmes, valamint Európa-kupa bronzérmes spanyol válogatott vízilabdázó, a Barceloneta játékosa.

### Eredmények

#### Klubcsapattal

##### CNA Barceloneta
- Spanyol bajnokság: Aranyérmes: 2018-19
- Spanyol kupa: Aranyérmes: 2018

#### Válogatottal

##### Spanyolország
- világbajnokság: 
  - aranyérmes: 2022; 2025
  - ezüstérmes: 2019
- Európa-bajnokság: Ezüstérmes: Barcelona, 2018
- Európa-kupa: Bronzérmes: Zágráb, 2019